# Сензационализам
Сензационализам у масовним медијима је врста пристрасног и контроверзног извештавања при којем се претерује у описима одређених догађаја и тема с циљем повећања гледаности или читаности. Сензационализам може укључивати извештавање о генерално безначајним темама и догађајима који уопште не утичу на шире друштво или презентацију релевантне теме на пристрасан, тривијалан или таблоидски начин.
Сензационализам се може дефинисати и као циљано испровоцирана реакција јавности кроз објављивање непроверених и непотпуних, али интригантних информација.
Неке од тактика сензационализма су контроверзно извештавање и намерно изостављање одређених чињеница и информација, површност у извештавању, играње на карту емоција ког гледалаца или читалаца, изостављање контекста или представљање само једне стране неког питања. Тривијалне информације и догађаји се понекад преувеличавају и представљају као важни или значајни. Сензационалистичко извештавање често укључује и приче о акцијама појединаца и малих група људи, које су често безначајне и ирелевантне у односу на остале дневне догађаје на глобалном нивоу. Садржај и предмет оваквих прича обично не утиче на животе људи, не утиче на друштво, а емитује се и штампа како би се привукли гледаоци и читаоци и тиме повећао профит.